# Storia di Como

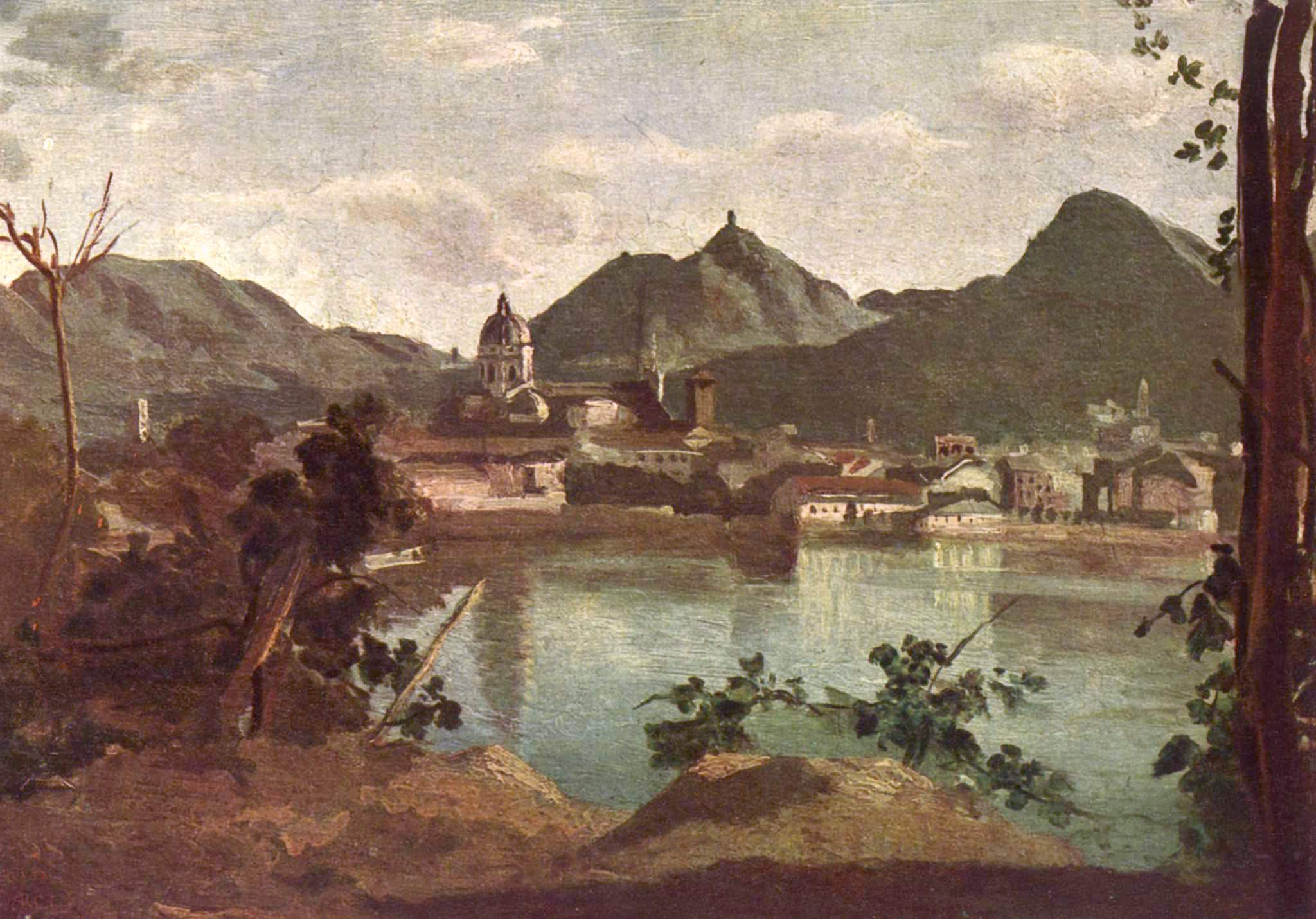
Un'immagine di Como di Jean-Baptiste Camille Corot.

La storia di Como è la descrizione dei fatti accaduti dai primi insediamenti nella città lombarda fino ai giorni nostri.

## Le origini e la storia antica
I primi insediamenti stabili nella zona comasca vennero probabilmente creati da antiche popolazioni Liguri della Cultura di Polada. Gli abitati erano collocati lungo le rive di laghi o paludi in zone bonificate disponendo tronchi sul terreno in modo perpendicolare gli uni agli altri. Le prime palafitte - risalenti all'Età del Bronzo - furono posizionate nella zona affacciata sul Lago di Como. Col tempo questi primordiali villaggi sono stati edificati nell'entroterra, posizionati nelle zone più elevate.
Con l'arrivo, attraverso le Alpi, delle popolazioni proto-celtiche della Cultura di Canegrate (XIII secolo a.C.), dalla cui fusione con le popolazioni autoctone nasce la Cultura di Golasecca (IX-IV secolo a.C.), si assiste ad un forte processo di sviluppo per gran parte dell'Italia nord-occidentale primariamente incentrato nella regione dei Laghi.
L'area di Como (sede della Civiltà Comacina) diviene con l'eponima area di Golasecca uno dei due epicentri di questa nuova e originale Cultura golasecchiana celto-ligure.
Tra l'VIII ed il VI secolo a.C. si evolvono nel circondario di Como (sulle colline della Spina Verde a sud rispetto all'attuale città) fenomeni di vero e proprio sviluppo protourbano che conferiscono a questo centro un ruolo commerciale particolare ed un primato culturale sul territorio circostante. Si accentua anche un fenomeno di gerarchizzazione del territorio che si accompagna a modifiche strutturali della comunità, attraverso un processo di stratificazione sociale, con la formazione di stabili élite.
Fondamentale in questo processo, poco dopo la metà del VI secolo a.C., è la formazione dell'Etruria padana e l'espansione tirrenica anche a nord del Po lungo l'asse del Mincio. Al di là delle negative conseguenze in termini politici-militari-fiscali dell'Egemonia etrusca, il nuovo asse commerciale Mincio-Brescia-Bergamo-Como-Lago di Lugano verso l'Europa centrale celtica crea un notevole incremento della ricchezza e determina importanti cambiamenti culturali nell'area comasca, con il probabile insediamento anche di elementi etruschi tra la popolazione residente. Grazie a questa "fusione" fra i due popoli l'antica Como conobbe un periodo di discreta ricchezza, testimoniata dai numerosi materiali preziosi ritrovati nelle necropoli. L'uso della scrittura appare ora diffuso ampiamente sulle ceramiche.
Nel V secolo a.C. si accentua ancora di più l'importanza, e la ricchezza, di Como che diviene anche diramazione, forse la principale, delle vie commerciali etrusche sull'asse Genova-Milano-Europa centrale.
Con l'arrivo delle grandi ondate di immigrati celto-Galli di origine transalpina (e portatori della Cultura di La Tène) che si vengono a stabilire nella Val Padana, a partire dal IV secolo a.C. il territorio di Como si organizza politicamente nella sua prima popolazione storicamente conosciuta: i celti o, più probabilmente, celto-liguri Orobi.
Poiché l'invasione gallica dell'Etruria padana a sud del Po, combinata con la pressione esercitata da meridione da parte dei Romani, annienta la potenza etrusca, viene meno la corrente commerciale tra la penisola italica e il nord delle Alpi (già di per sé gravemente turbato da avvenimenti propri) che aveva fatto fiorire Como; l'abitato si riduce sensibilmente, mentre insediamenti prettamente gallici si ritrovano a Gudo, Solduno, Plesio, Introbio, Varenna, Esino Lario.
Nel periodo lateniano l'area Orobia di Como, con il suo "Comum Oppidum" e la rete di "Castella" appare conservare più a lungo un "aspetto golasecchiano" mentre l'area orientale, lecchese, del Lario presenta più marcati e precoci tratti gallici nell'organizzazione del territorio e dei rinvenimenti archeologici, come testimoniato dai ritrovamenti di Acquate ed Olate.
Durante il V secolo a.C. i Galli presero possesso del centro abitato di Como, impostando una società gerarchica e costruendo numerosi castelli con più strati di mura. Essi fondarono a Como un oppidum, cioè un centro fortificato.
Più tardi gli Orobi, e tra loro i Comenses abitanti di Como, confluiranno, pur con una loro identità indipendente, nella confederazione (foedus) celtica o celto-ligure degli Insubri che domina sui territori dell'odierna Lombardia occidentale (Regio Insubrica) e Piemonte orientale.

### Comum Oppidum
Sulla sponda lariana la vivacità di facies assicura un'ampia frequentazione della zona. Fonti epigrafiche ci tramandano anche i nomi dei alcuni popoli federati, stanziati sulle sue sponde: i Gallianates di Galliano, oggi frazione di Cantù, gli Ausuciates di Ossuccio, gli Aneuniates di Olonio, i Clavennates di Chiavenna e i Bergalei della Val Bregaglia. Alla conquista romana di Como, il territorio era ben organizzato e sull'Oppidum comense gravitavano ben 28 castella, che si arresero ai conquistatori con il capoluogo. Stando a quanto riportato da Tito Livio, nella battaglia perirono quarantamila soldati.
La conquista della Gallia Transpadana iniziò nel 225 a.C. e dopo la pausa della Seconda guerra punica, terminò nel 196 a.C. con la conquista di Como. Il console Marco Claudio Marcello fu magnanimo con i vinti. I Comensi vennero legati a Roma da un foedus, un vincolo federativo, nel rispetto delle autonomie locali. In cambio poté contare sulla loro assoluta e perenne fedeltà. Per circa un secolo la presenza romana fu sporadica ed episodica fino a che il settentrione rivestì un interesse fondamentale per assicurare una adeguata sicurezza e per saziare le mire espansionistiche commerciali e militari oltralpe.
I Romani presero possesso di Como, facendo sì che essa diventasse un luogo economicamente, politicamente e militarmente strategico. Nello stesso anno Roma divenne padrona della intera Lombardia.

### Novum Comum

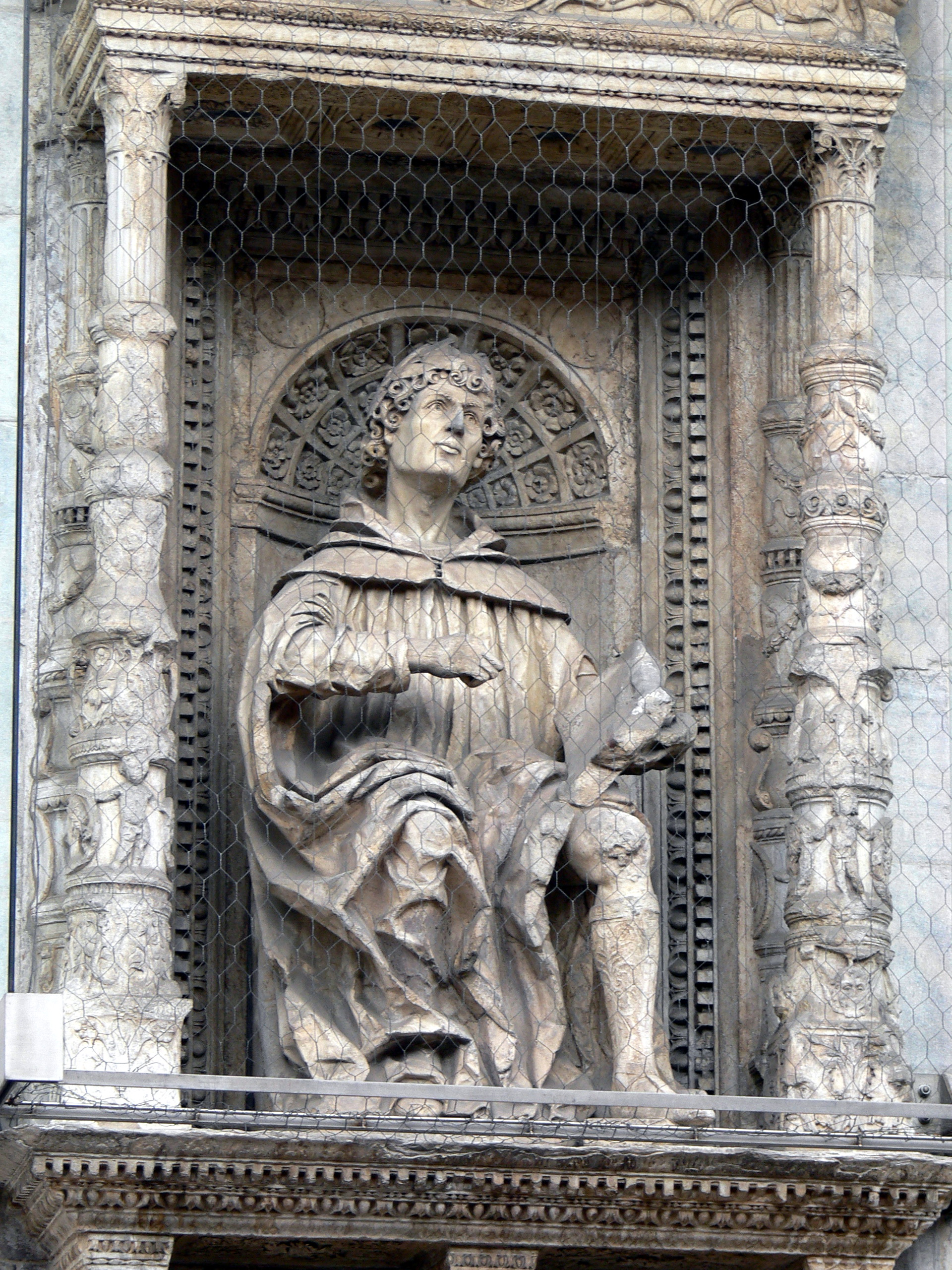
Statua di Plinio il Vecchio

Nell'89 a.C. Gneo Pompeo Strabone si affrettò ad aiutare Como, devastata da un'incursione di Reti: la restaurò e conferì ai comensi lo ius Latii, la cittadinanza latina.
Successivamente, nel 77 a.C., giunse a Como un gruppo di 3.000 coloni, guidati da Lucio Cornelio Scipione Asiatico Emiliano (figlio di Marco Emilio Lepido) che si stanziarono sulle pendici circostanti l'attuale convalle. Il toponimo "Coloniola", oggi riservato ad un quartiere della città, è quantomai significativo in proposito.
Ma il vero artefice e fondatore ex novo della colonia latina di Novum Comum è considerato da tutte le fonti Gaio Giulio Cesare.

Nel 59 a.C., con l'obiettivo di rafforzare Como ed il Lario per la sua importanza quale via di comunicazione con i passi alpini verso l'Europa centrale, ed autorizzato dalla lex Vatinia, che gli conferiva il potere proconsolare, fondò nell'area dov'è ubicata ora la città, Novum Comum, circondandola di mura e vi trasferì 5.000 coloni, tra i quali 500 Greci a cui gli storici classici locali, come Maurizio Monti, hanno voluto ricondurre l'origine etimologica di località quali Lecco (Leucos), Corenno (Corinto), Lenno e Lemna (Lemnos), Nesso (Nasso), Dervio (Delfo). L'ipotesi è però smentita dalla moderna ricerca storica e toponomastica.
Nel 49 a.C. Novum Comum acquisì la cittadinanza romana e da colonia latina divenne municipium civium romanorum della repubblica romana. I comensi possedevano così la pienezza del diritto riservato ai cittadini di Roma e la città aveva la propria Curia ed era amministrata da un collegio di quattro magistrati.
Divenuta municipium romano ed aggregata (insieme a Milano) alla tribù Oufentina, estendeva il suo territorio dalle Alpi alla Brianza, dai laghi varesini all'Adda, insinuandosi a sud fino alla Grangia di Lainate ed a nord fino alla Valchiavenna e parte della Valtellina.
Durante il I secolo d.C. la crescita cittadina fu aiutata dalle donazioni dei Plinii, che fecero erigere una biblioteca e uno spazio termale.
Grazie alla crescente ricchezza cittadina, in città vennero costruiti vari edifici o luoghi di interesse comune: un foro, un porto, terme, templi e mura. In epoca romana Como era uno dei due terminali della via Novaria-Comum, strada romana che metteva in comunicazione i municipia di Novaria (Novara) e Comum (Como) passando per Sibrium (Castel Seprio). Da Como passava anche la via Regina, strada romana che collegava il porto fluviale di Cremona (la moderna Cremona) con Clavenna (Chiavenna) passando da Mediolanum (Milano).
Testimonianze di questo benessere sono gli scritti di due famosi abitanti comaschi vissuti in quell'epoca: Plinio il Vecchio e Plinio il Giovane. Il secondo, nell'anno 100 console romano, fece costruire una grande statua in onore di Giove, a testimonianza del rimpiazzo delle divinità romane su quelle galliche.
La condizione si perpetuò fino a più d'un secolo dopo, quando l'intero Impero Romano visse una profonda crisi economica e politica. Ad aggravare la situazione vi fu l'invasione degli Alemanni nell'Italia settentrionale, avvenuta nel 250 e conclusasi solo con l'intervento delle truppe imperiali.
I Nautae Comenses gestivano i commerci ed erano i padroni assoluti del lago, tanto che, quando Milano diventerà capitale di fatto dell'impero (288-289), l'autorità comasca dotata di ampi poteri sarà il praefectus classis cum curis civitatis: la specificità di Como non era tanto il controllo del traffico terrestre, ma quello della navigazione, che rappresentava la via privilegiata di comunicazione sia per i traffici commerciali che per i movimenti di truppe con il mondo transalpino.
Nel 354 venne esiliato a Como il futuro imperatore Flavio Claudio Giuliano.
La crisi venne tuttavia superata velocemente grazie all'intervento di Costantino, il quale frammentò il territorio in molte provincie autonome, le quali ebbero la possibilità di consolidare la propria situazione sociale senza interferenze esterne.
Iniziò così un altro periodo assai fortunato, nonostante che l'Italia fosse stata lasciata quasi interamente alle popolazioni dell'estremo nord europeo.

## Medioevo

### Como e lo scisma dei Tre Capitoli
Como fu attivamente interessata dallo scisma tricapitolino o scisma dei Tre Capitoli (in greco antico τρία κεφάλαια, trîa kephálaia), una divisione all'interno della Chiesa avvenuta tra i secoli VI e VII, causata da un folto gruppo di vescovi, per lo più occidentali, che interruppero le relazioni con gli altri vescovi e con il papa, rifiutando le decisioni del Concilio di Costantinopoli II del 553. La separazione durò circa un secolo e mezzo ed interessò un vasto territorio, comprendente Italia del Nord, Dalmazia e Illirico. Molti vescovi dell'Italia Settentrionale, della Gallia e del Norico, non accettarono l'imposizione del concilio voluto da Giustiniano, anche perché già durante il concilio di Calcedonia, nel 451, i teologi antiocheni erano stati riammessi nelle loro sedi e la vicenda doveva essere chiusa. Pertanto, questi vescovi non si considerarono più in comunione con gli altri vescovi che avevano accettato supinamente la decisione imperiale. Tra questi "ribelli" all'autorità imperiale e conciliare c'erano i vescovi Ausano e Macedonio, a capo rispettivamente delle province ecclesiastiche di Milano e di Aquileia. Il loro dissenso si acuì ulteriormente ai tempi del successore di papa Vigilio, papa Pelagio I (556 - 561), il quale, dopo tentativi di chiarimento e persuasione, invitò Narsete a ridurre lo scisma con la forza. Narsete non volle però obbedire alla richiesta del papa. Frattanto la Chiesa di Aquileia si era resa gerarchicamente indipendente ed il suo vescovo Paolino I (557 -569) fu nominato Patriarca dai suoi suffraganei (568: patriarcato autonomo) per sottolineare la propria autonomia. Le altre diocesi dipendenti dal metropolita di Aquileia (dei due, quello che aveva la sua sede proprio ad Aquileia longobarda) rimasero scismatiche. In particolare la diocesi di Como, il cui vescovo sant'Abbondio di Como aveva avuto un ruolo diplomatico importante proprio durante la preparazione del concilio di Calcedonia, recise il rapporto di dipendenza dall'arcidiocesi di Milano e Como divenne suffraganea di Aquileia. La diocesi comense venera ancora oggi, con il titolo di santo, un vescovo, Agrippino (vescovo dal 607 al 617), che si mantenne in modo intransigente su posizioni scismatiche in opposizione anche alla sede romana. La Diocesi di Como rimase suffraganea del Patriarcato di Aquileia fino al 1789.

### Dai Goti alla sconfitta del Barbarossa
Durante l'alto Medioevo Como subì l'invasione dei Goti prima e dei Longobardi poi; nel 951 scese in Italia l'imperatore Ottone I e tra i suoi sostenitori c'era anche Gualdone, vescovo di Como.
Al 1109 risale la più antica attestazione scritta del "comune di Como", entità amministrativa che tuttavia si pensa possa essersi costituita già nel corso del secolo precedente.
Durante il periodo comunale Como fu contesa tra le famiglie rivali dei Rusca (o Rusconi) o Ruschi, e dei Vitani. In seguito alla Guerra decennale (1118-1127) tra Como e Milano, il 27 agosto 1127, a conclusione del conflitto, Como fu assediata dalle forze milanesi ed incendiata, le mura e le abitazioni distrutte, gli abitanti dispersi.
Attraverso l'alleanza con Federico Barbarossa, Como trovò negli anni seguenti l'occasione di ricostruirsi e di aspirare all'egemonia perduta. Con l'aiuto dell'Imperatore, nel 1158 riedificò ed ampliò le mura della città con le sue imponenti torri di Porta Torre, Torre di San Vitale e Torre di Porta Nuova (o Torre Gattoni) e restaurò il Castel Baradello, potenziandolo con la costruzione della poderosa torre e delle altre strutture. Nel 1159 ospitò lo stesso Imperatore con la consorte Beatrice di Borgogna, di passaggio in città.
In questi anni di effimera gloria, Como ebbe la sua vendetta partecipando all'assedio ed alla distruzione della città di Milano, avvenuta nel 1162, e quella dell'Isola Comacina, avvenuta nel 1169. Come ricompensa per la fedeltà all'impero. nel 1175 il Barbarossa concesse alla città comasca il diritto di elezione dei sindaci del contado.
Infine a Legnano, nel maggio 1176, gli alleati della Lega Lombarda sconfissero definitivamente l'esercito imperiale, a fianco del quale combatterono le truppe comunali comasche (che al termine dello scontro vennero catturate dai milanesi).
Con un diploma datato 23 ottobre 1178 Federico Barbarossa donò alla Chiesa ed alla Comunità di Como, quale ulteriore premio della loro fedeltà, il Castel Baradello insieme alla Torre di Olonio.

### Età signorile e assoggettamento a Milano
Un primo tentativo di instaurare la signoria a Como si ebbe con Loterio Rusca, già signore del popolo, nel 1276. Il vescovo di Como Giovanni degli Avvocati si oppose e per questo fu costretto all'esilio presso Ottone Visconti. Ne scaturì una nuova guerra fra Milano e Como, terminata nel 1286 con la Pace di Lomazzo che riconosceva a Loterio Rusca la sua preminenza sulla città lariana.
Dal 1327 la città cadde stabilmente in dominio dei signori Rusca quando Franchino I instaurò una signoria personale su città e contado diventando vicario imperiale.
La situazione stabilita dagli accordi di Lomazzo durò fino al 1335, quando Azzone Visconti rovesciò la signoria di Franchino I Rusca, annesse la città al Ducato di Milano e fece a costruire la cosiddetta "Cittadella" (una roccaforte le cui mura, partendo dal porto e giungendo con un percorso irregolare fino alla torre rotonda dell'omonimo Castello, inglobavano il Duomo, il palazzo vescovile, la chiesa di San Giacomo e il Palazzo Pretorio).
A questo periodo risale anche l'apertura della zecca.
Sul finire del quarto decennio del Trecento avvenne la pubblicazione dei cosiddetti Statuti di Como del 1335, che andarono a sostituire il precedente codice legislativo implementato in epoca comunale (gli Statuta Consulum Iustitie et Negotiatorum del 1281, già soggetti a revisione nel 1296).
Alla morte di Gian Galeazzo Visconti, avvenuta nel 1402, Franchino II Rusca tentò di instaurare a Como una signoria personale. Il figlio Loterio IV salì al potere nel 1412. Seguì un periodo di devastazioni e stragi fino al 1416, quando Como si consegnò a Filippo Maria Visconti.
Nel 1442 Franceschino Rusca tentò di riconquistare la signoria precedentemente ottenuta dalla propria famiglia: dopo esser partito da Locarno, Franceschino devastò due volte Lugano e occupò Porlezza, prima di essere sconfitto a Chiasso dai comaschi capeggiati da Giovanni della Noce.
Alla morte di Filippo Maria Visconti (1447) Como conobbe un breve periodo d'indipendenza con la sua "Repubblica di Sant'Abbondio".
Nel gennaio del 1449 Francesco Sforza inviò Giuseppe Ventimiglia per attaccare Como ma venne respinto dai cittadini guidati nuovamente da Giovanni della Noce e si ritirò a Cantù. Il Monzone aiutò i Rusca contro i guelfi Vitani. Nell'aprile dello stesso anno il Ventimiglia, capitano al soldo dello Sforza che presidiava Cantù, assalì nuovamente Como, mentre nel gennaio del 1450 attaccò senza successo le guarnigioni ambrosiane che da Monza avrebbero dovuto ricongiungersi con i Veneziani del Colleoni stipati nella città lariana, con l'intento di arginare l'assedio di Milano da parte degli sforzeschi e di fornire aiuto militare e viveri alla città. Questi eventi sono noti come Battaglie di Cantù e Asso. Nel Marzo del 1450, a seguito della caduta della Repubblica Ambrosiana dovuta allo sfinimento della cittadinanza assediata e a corto di risorse, la città si sottomise definitivamente al ricostituito Ducato di Milano e quindi a Francesco Sforza, che nel 1458 riformò profondamente gli Statuti di Como.
A cornice delle dispute descritte nei paragrafi precedenti, durante tutto il XV secolo la città di Como fu ripetutamente attanagliata dalla peste, in modo particolare negli anni 1400, 1432, 1455 e 1486.

## Età moderna
L'ultimo decennio del XV (dal 1494) e i primi 20 anni del XVI secolo videro il territorio comasco e la sua capitale disputati tra francesi e sforzeschi, che, tra l'altro, comportarono la definitiva occupazione da parte di alcuni cantoni svizzeri del Ticino e della Valtellina (inclusa la zona di Colico e le tre pievi di Dongo, Domaso, Sorico) da parte dei Grigioni. Alleati dei francesi erano, in genere, i guelfi, nemici dei ghibellini. Durante l'occupazione francese i ghibellini comaschi furono in buona parte costretti ad abbandonare la città come ribelli, oppure decisero di lasciarla per dedicarsi alla guerriglia uniti ai ghibellini lariani, numerosi villaggi tra Como e Lecco (Bellano, Introbio, Sorico, Dongo, Musso) subirono saccheggi e devastazioni sia da parte delle truppe straniere e mercenarie, sia da parte delle milizie partigiane guelfe e ghibelline. Tra i ghibellini primeggiarono Antonio detto "Matto di Brenzio" e l'esule milanese Gian Giacomo Medici detto "Medeghino", mentre tra i guelfi i fratelli Borsieri. Quando la città era occupata dai ducali, i guelfi organizzavano la guerriglia sul lago e in Brianza, usando come centro l'allora molto grande e ricco paese di Torno, che nel 1522 fu distrutto dagli sforzeschi e rimase disabitato per quasi un decennio. Un anno prima il figlio di Antonio del Matto, Giovanni, aveva tentato proprio via lago di prendere Como, ma il governatore Graziano Garra aveva sventato il proposito, obbligandolo ad asserragliarsi a Borgo Vico e quindi, dopo la rotta delle sue truppe, al castello di Griante, dove venne infine arrestato e avviato all'esecuzione.
Tra la primavera e l'inverno del 1523, la città di Como fu colpita da un'altra violenta epidemia di peste. Sempre nel 1523 si registrò il ritorno dall'esilio da parte di Francesco II Sforza, che successivamente riuscì a riconquistare con l'aiuto spagnolo e imperiale il Ducato di Milano (1524) e a riaffermare la propria signoria su Como. Il Medeghino ottenne, in cambio della sua fedeltà, il castello di Musso e il contado di Porlezza, da cui cominciò, con l'aiuto dei nobili comaschi ma senza l'appoggio del duca, una lunga guerra contro i grigioni che comportò la riconquista dell'alto lago e del Pian di Spagna.
Nell'ottobre del 1525, dopo la congiura Morone e il "tradimento" di Francesco II Sforza, Como veniva occupata da Don Pedro Arias, inviato da Antonio de Leyva, con 200 spagnoli, portati rapidamente a 1000. La città e il lago furono coinvolti nella guerra tra le truppe della lega (che comprendevano tanto gli Sforza quanto la Francia e i veneziani) e la Spagna. Principale partigiano locale della lega il Medeghino, che riuscì ad occupare quasi tutto il Lario (a nord della linea Brienno-Nesso, e ad esclusione di un'enclave spagnola attorno a Lecco), buona parte della Brianza orientale, con la fortezza di Monguzzo (come "capitale") e il castello di Civello di Villa Guardia, tanto che il de Leyva ordinò la distruzione di tutte le fortezze che gli spagnoli non riuscivano ad occupare stabilmente per impedire che cadessero in mano al Medeghino; tra le fortificazioni smantellate ci fu il castel Baradello, demolito nel 1527. Nello stesso anno, Pedro Arias fece abbattere le chiese cittadine di San Francesco e di Sant'Antonio, unitamente alle abitazioni situate nei pressi di questi due edifici religiosi.
Sempre nel 1527 il Medeghino, dopo essere stato sconfitto nella battaglia di Carate Brianza, persa Cantù e fallita l'occupazione di Lecco decise di abbandonare il Duca (con il quale i rapporti erano decisamente freddi da molti anni) e si alleò agli spagnoli in cambio del titolo di Marchese di Musso e Conte di Lecco, ottenendo buona parte della provincia di Como, l'intera provincia di Lecco e l'alta Val d'Ossola come marchese imperiale (ma Carlo V non controfirmò mai il trattato).
Nel 1528, la città di Como venne ripetutamente attaccata dalle truppe del Medeghino, con incursioni via lago (che colpirono tanto la zona del Borgovico tanto quella di Sant'Agostino) e via terra (con spedizioni a partire dal castello di Monguzzo). Nello stesso anno, sia la città sia il contado di Como furono colpiti da una grave carestia, nel contesto della quale si registrarono numerosi attacchi da parte di lupi.
Nel mentre, la città e la Brianza occidentale - unita alla zona di Villa Guardia - tornarono invece agli spagnoli e nel 1530, con la pace tra Spagna e Ducato di Milano tornarono lentamente al duca Francesco II.
Tra il 1530 e il 1531 iniziò una sorta di guerra fredda tra il duca e gli svizzeri protestanti da un lato, il Medeghino e gli svizzeri cattolici dall'altro: il duca pretendeva la restituzione del Lario, che il Medeghino ancora occupava, anche se l'Imperatore non gli aveva confermato il titolo di Marchese. Nel 1531 il Medeghino attaccò a sorpresa i Grigioni, conquistando facilmente la bassa Valtellina, ma venendo poi a sua volta attaccato, oltre che dagli stessi Grigioni, dai cantoni protestanti e dal Duca di Milano coalizzati in una dura guerra che sconvolse tutto il Lario per due anni. Il Medeghino riuscì a conservare la maggior parte delle sue fortezze, ma non riuscì a conquistare Como e dovette alla fine venire ai patti con il Duca, ottenendo in cambio della rinuncia al suo stato lariano il titolo di Marchese di Melegnano con tutti gli annessi e connessi.
Nel 1532 il Ducato di Milano ripristinò la provincia di Como, anche se monca dei territori ticinesi (mentre la Valtellina sarebbe rimasta occupata dalle tre leghe Grigie fino all'età napoleonica), mentre nel 1535 il Duca Francesco II Sforza morì improvvisamente senza eredi; Carlo V (suo cognato) ereditò quindi il titolo di Duca di Milano e, con esso, la giurisdizione su Como, che assieme al resto del ducato venne incamerato nell'Impero Asburgico.
Con la fine delle dispute politiche, la città visse un periodo di crescita demografica (con 1661 fuochi registrati nel 1542) ed economica, espansione spinta in modo particolare dal fiorire delle industrie attive nel comparto laniero e conciario.
Giovanni Anguissola fu governatore di Como dal 1547 al 1578, anno della sua morte.

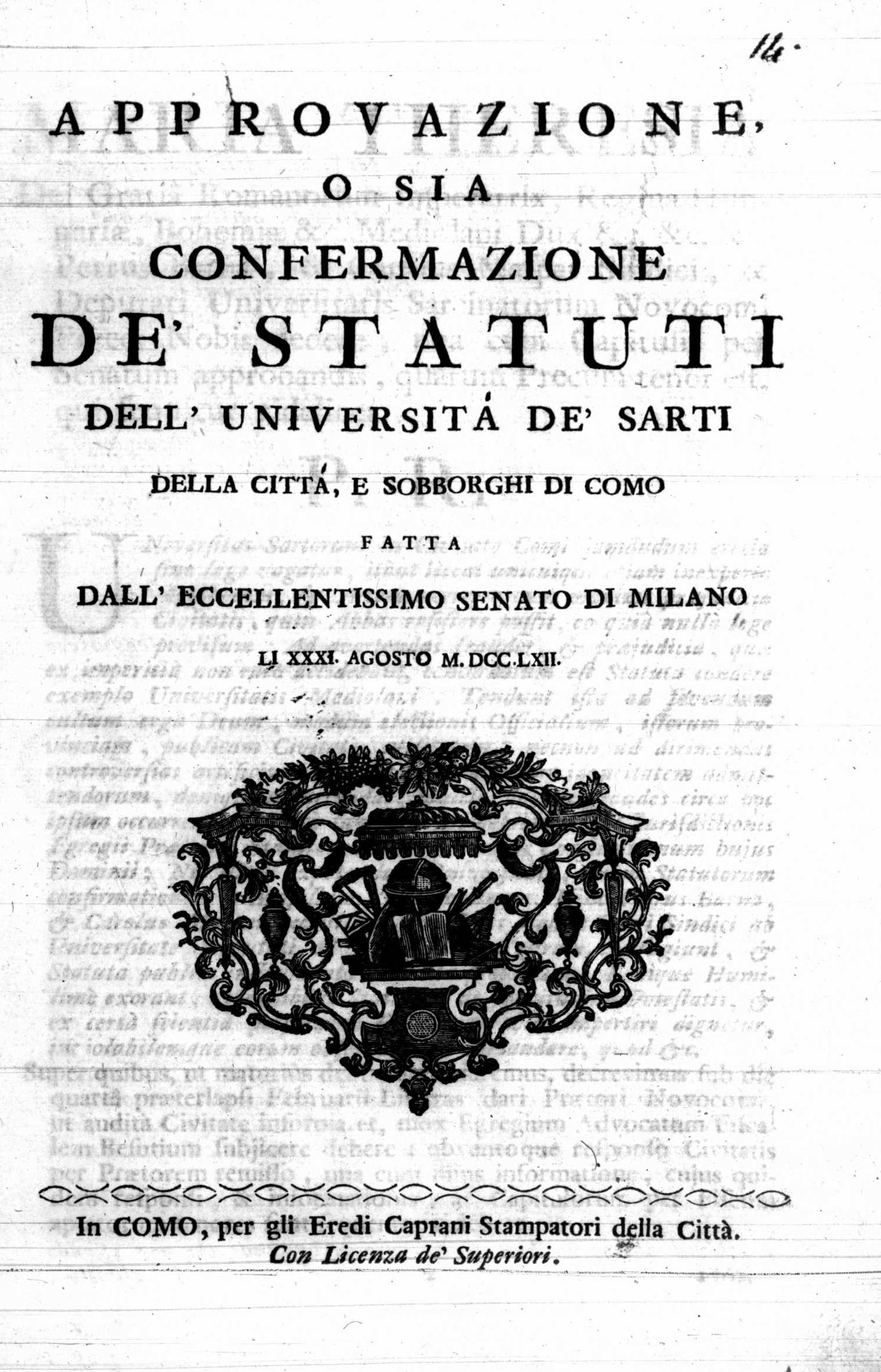
Approvazione o sia confermazione degli Statuti dell'università dei sarti della città e sobborghi di Como, 1762

Durante la dominazione spagnola del Ducato di Milano, inizialmente caratterizzata da una forte recessione, la Chiesa e la nobiltà comasca dotarono la città di numerose fabbriche.
Al termine della guerra di successione austriaca, tutto il territorio di Milano - e quindi la città di Como - passarono nelle mani degli Asburgo d'Austria.
Tra il 1756 e il 1757, una riforma dell'organizzazione territoriale dello Stato di Milano comportò una ridefinizione dei confini della città e del contado di Como, andando così a modificare l'assetto dei cosiddetti "Corpi Santi" cittadini. In questo contesto, il comune di Como e i relativi Corpi Santi entrarono a far parte del cosiddetto "Compartimento della città e territorio di Como".
Il periodo della Lombardia austriaca fu molto florido per le fabbriche comasche, specialmente per quelle attive nel comparto della seta: già nel 1769, a Como si contavano 155 telai. La crescita delle aziende di questo specifico comparto proseguì anche nel corso del secolo successivo, in modo particolare lungo i torrenti cittadini.
Nel 1783 molti istituti religiosi cittadini furono colpiti dalle secolarizzazioni giuseppinistiche. Nello stesso anno, il fossato che circondava le mura di Como venne colmato. Tre anni più tardi, la città divenne il capoluogo della neonata provincia di Como.

## Età contemporanea

### Da Napoleone al Regno di Sardegna
Un allargamento dei confini comunali di Como fu decretato da Napoleone Bonaparte, che nel 1797 visitò la città assieme alla consorte Giuseppina di Beauharnais (la coppia alloggiò a Villa la Rotonda). Nello specifico, le disposizioni napoleoniche sancirono l'inglobamento dei Corpi Santi cittadini, oltre che delle comunità di Albate ed uniti, Bernate ed uniti, Breccia ed uniti, Brunate, Camnago, Casnate ed uniti, Cavallasca, Cernobbio, Civiglio, Grandate, Lipomo, Lucino, Ponzate, Rebbio, Vergosa.
La maggioranza degli accorpamenti del periodo napoleonico non sopravvisse tuttavia al ritorno degli austriaci, i quali confermarono il solo allargamento ai territori dei Corpi Santi più vicini alle mura cittadine; nello specifico:
- i territori di competenza delle parrocchie di San Salvatore, San Giorgio, Santissima Annunziata, Sant’Antonino, San Vitale, San Martino e San Bartolomeo rimasero definitivamente all'interno confini comunali di Como;
- tutti gli altri territori delle predette comunità, così come gli ex-Corpi Santi di Camerlata e Monte Olimpino, costituirono entità comunali autonome.

Il 27 maggio 1859, in seguito alla Battaglia di San Fermo, Giuseppe Garibaldi, al comando dei Cacciatori delle Alpi, liberò la città dall'occupazione austriaca. Il 23 ottobre dello stesso anno, la città di Como, unitamente alle province della Lombardia austriaca, fu annessa al Regno di Sardegna.

### Dall'Unità d'Italia a oggi
Nel 1875 si realizzò via Plinio, collegamento stradale tra quelle che oggi sono le due più rappresentative piazze cittadine: piazza Cavour e piazza del Duomo.
Dall'Unità d'Italia a oggi, i confini comunali della città di Como vennero più volte modificati: dopo l'inglobamento di Camerlata e Monte Olimpino (1884) fu la volta dell'allargamento a Rebbio (1937), al quale seguì l'inclusione dei soppressi comuni di Brunate, Civiglio, Camnago Volta, Albate e Breccia (1943). Poco dopo il termine della seconda guerra mondiale, durante la quale la città di Como non venne mai bombardata, il territorio di Brunate fu scorporato da Como e ricostituito in un comune autonomo (1947).